# Sátán / A maszk
A Sátán / A maszk a Pokolgép zenekar 1985-ben kiadott kislemeze. A két dal, a Pokolgép kezdeti időszakának legkedveltebb dalai között volt. A dalok ugyan soha nem jelentek meg hivatalos Pokolgép stúdióalbumon, de így is a '80-as évek Pokolgép koncertjeinek kedvelt darabjai voltak. A maszk című dalt, eljátszották az 1995-ben megrendezett búcsúkoncerten, s így felkerült Az utolsó merénylet című koncertalbumra. A dalok megjelentek a 2000-ben kiadott Az első merénylet című Kalapács albumon is.

## A kislemez dalai
1. Sátán
2. A maszk

## Közreműködők
- Kalapács József - ének
- Kukovecz Gábor - gitár
- Nagyfi László - gitár
- Pazdera György - basszusgitár
- Tarca László - dob